# 阿济勒维夫
阿济勒维夫（法語：Azy-le-Vif，法語發音：[azi lə vif]）是法国涅夫勒省的一个市镇，属于讷韦尔区。

## 地理
阿济勒维夫（46°47'8"N, 3°13'46"E）面积46.9 平方千米，位于法国勃艮第-弗朗什-孔泰大區涅夫勒省，该省份为法国中部省份，北至约讷省，西北接卢瓦雷省，西接谢尔省，南至阿列省，东南接索恩-卢瓦尔省，东临科多尔省。
与阿济勒维夫接壤的市镇（或旧市镇、城区）包括：圣帕里兹勒沙泰勒、尚特奈圣安贝尔、吕特奈于克塞卢、讷维尔莱德西兹、圣皮埃尔勒穆捷、茹尔河畔图里。

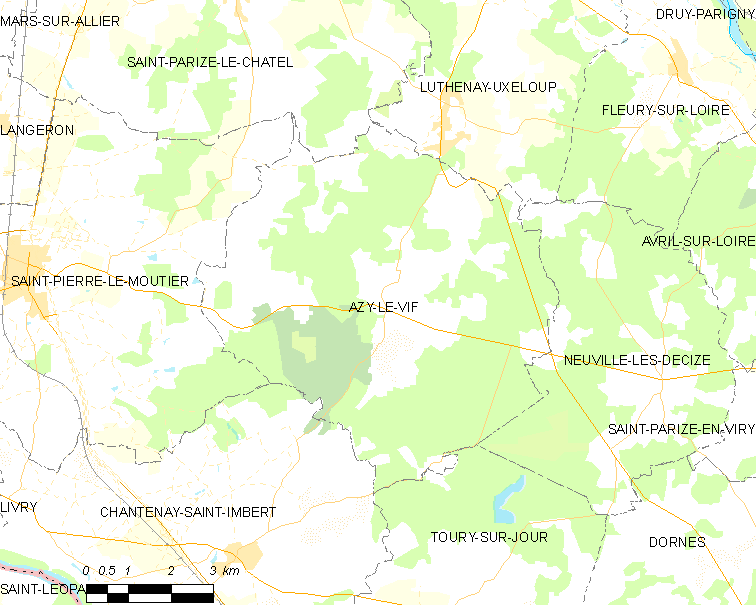
阿济勒维夫的OSM定位图

阿济勒维夫的时区为UTC+01:00、UTC+02:00（夏令时）。

## 行政
阿济勒维夫的邮政编码为58240，INSEE市镇编码为58021。

## 政治
阿济勒维夫所属的省级选区为圣皮埃尔勒穆捷县。

## 人口

1962-2008年间阿济勒维夫人口变化图示

阿济勒维夫于2022年1月1日时的人口数量为195人。